# Građanske slobode
Građanske slobode uključuju temeljna prava zajamčena svakomu građaninu, de facto državljaninu neke države (pravo na život, samoobranu, pošteno suđenje, osobnu imovinu, slobodu govora, vjere i okupljanja). Najčešće su određene i zaštićene ustavom te predstavljaju branu samovolji vlasti. Mogu biti opozvana ili ograničena tijekom izvanrednoga ili ratnog stanja. 
Mnoge moderne nacije imaju ustav, povelju o pravima ili slične ustavne dokumente koji nabrajaju i nastoje zajamčiti građanske slobode. Druge su nacije donijele slične zakone različitim pravnim sredstvima, uključujući potpisivanje i ratifikaciju ili na drugi način dale učinak ključnim konvencijama kao što su: Europska konvencija o ljudskim pravima i Međunarodni pakt o građanskim i političkim pravima. Postojanje nekih građanskih sloboda je sporno, kao i opseg većine građanskih prava. Kontroverzni primjeri uključuju imovinska prava i građanski brak. U autoritarnim režimima gdje vladina cenzura priječi percipirane građanske slobode, neki zagovornici građanskih sloboda zagovaraju korištenje alata za anonimnost kako bi se omogućila sloboda govora, privatnost i anonimnost. Europska konvencija o ljudskim pravima, kojoj pripadaju gotovo sve europske zemlje (osim Bjelorusije), nabraja niz građanskih sloboda i različite je ustavne snage u različitim europskim državama.
Formalni koncept građanskih sloboda često potječe iz Magna Carte, engleske pravne povelje dogovorene 1215. koja se opet temeljila na već postojećim dokumentima, odnosno Povelji sloboda.